# بالاکلاوا، ویکتوریا
بالاکلاوا (به انگلیسی: Balaclava) یک منطقهٔ مسکونی در استرالیا است که در شهر پورت فیلیپ واقع شده‌است.